# Semana Santa en Asturias

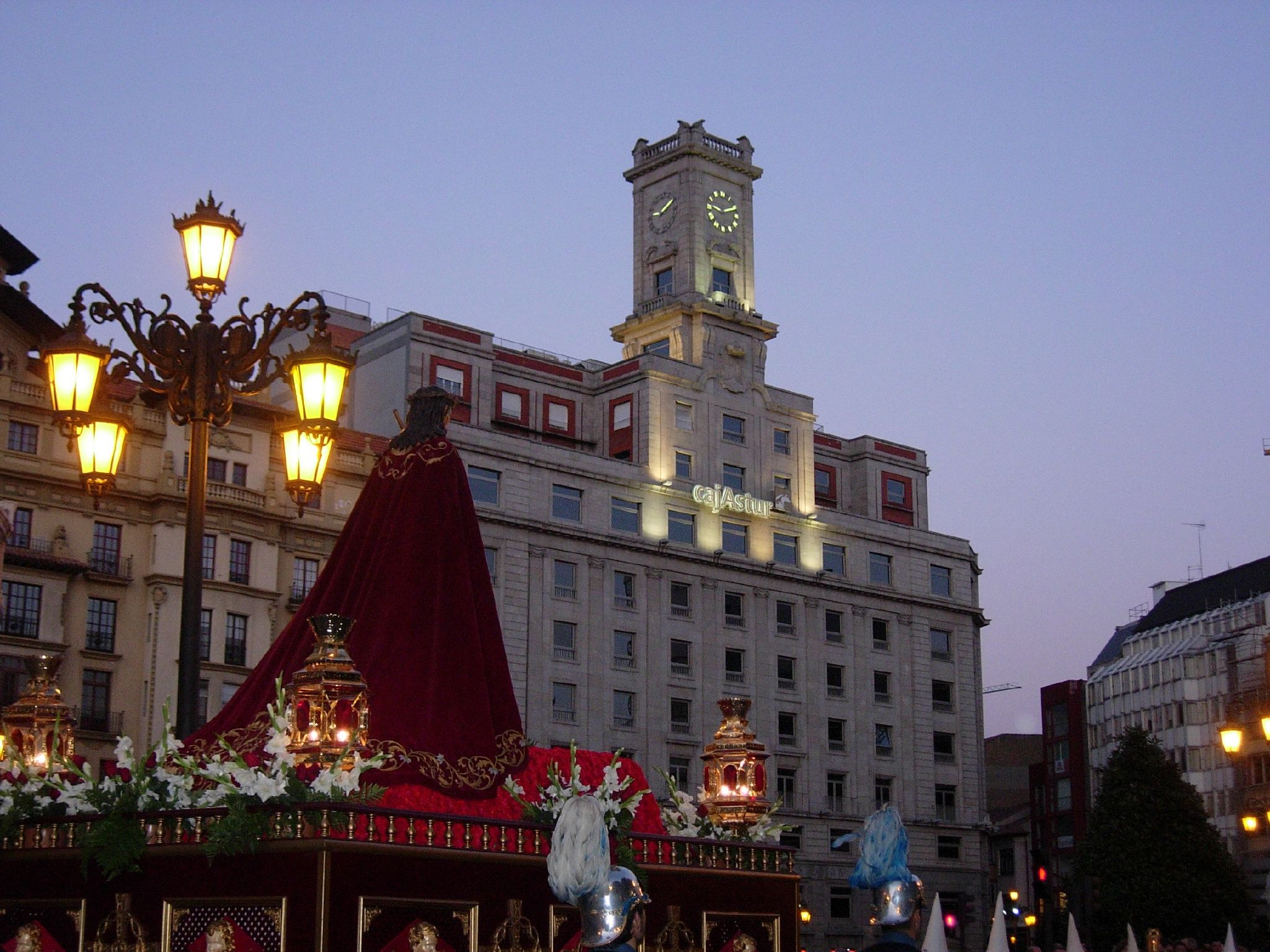
Procesión de Jesús Cautivo en Oviedo

La Semana Santa en Asturias es la celebración de la festividad cristiana de la Semana Santa, comprendida entre el Domingo de Ramos y el Domingo de Resurrección, celebrada en la comunidad autónoma del Principado de Asturias, España.

## Fiestas de Interés Turístico Regional

### Semana Santa de Avilés

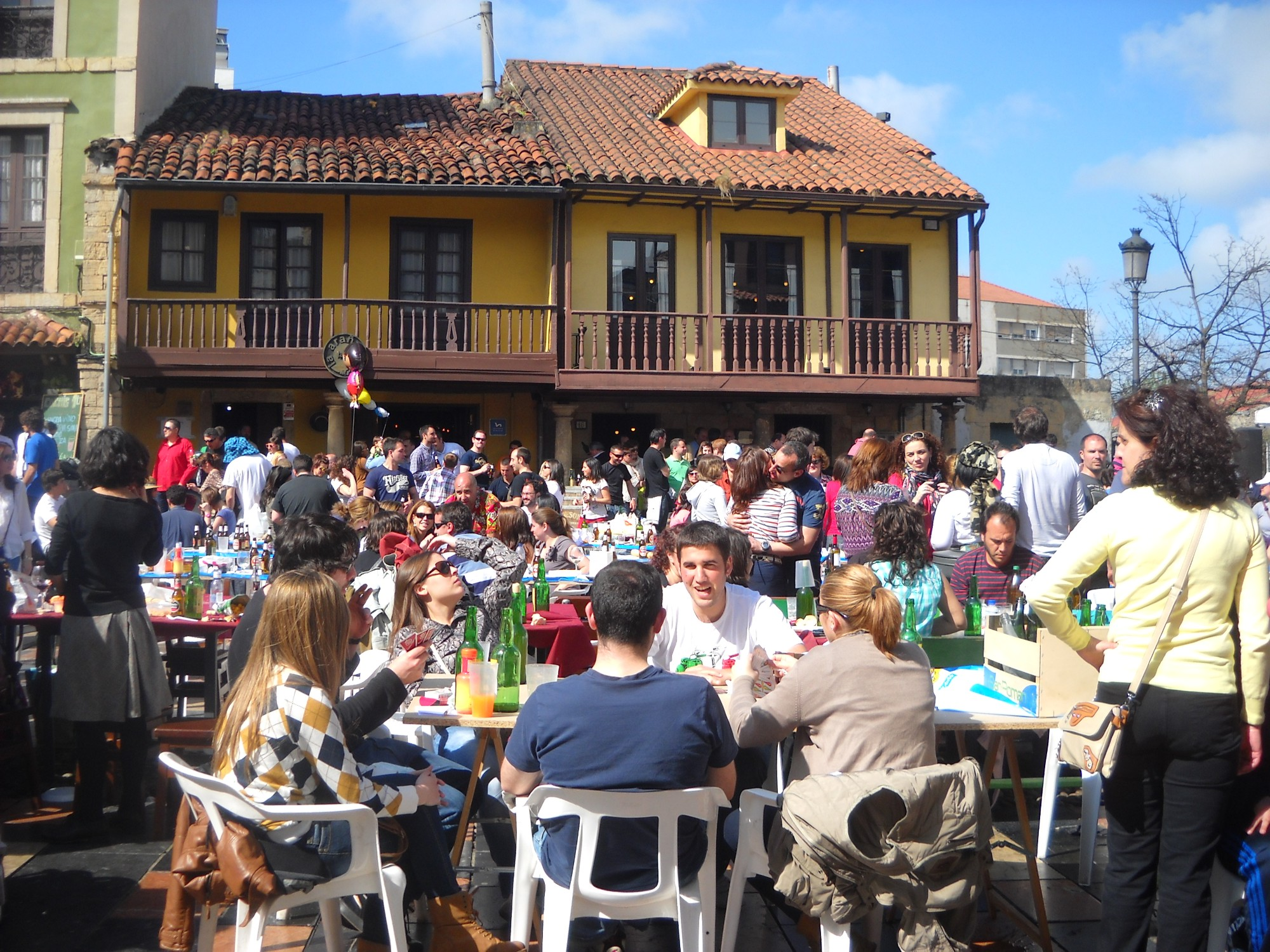
Fiesta del Bollu, de carácter laico

Las procesiones de Semana Santa están documentadas en la villa de Avilés desde el siglo XVII, aunque adquiere su forma actual a lo largo del siglo XX. Los pasos tienen lugar en el casco histórico de la ciudad, atravesando las calles jalonadas de soportales, plazas, iglesias, palacios, teniendo como epicentro la plaza del Ayuntamiento. La ciudad cuenta con nueve cofradías, siendo la más antigua la de San Juan Evangelista. Algunas de las cofradías salen en procesión simultáneamente, realizando encuentros. La más concurrida es la del Santo Entierro, donde los cofrades, todos menores de 33 años y conocidos como sanjuaninos, portan el Cristo realizando un baile con bastones. 
La Semana Santa concluye con una celebración laica, la Fiesta del Bollu en el Lunes de Pascua, con una gran comida en la calle, también declarada Fiesta de Interés Turístico.

### Semana Santa de Villaviciosa
Las procesiones maliayesas están documentadas desde 1668, cuando los dominicos de Oviedo establecieron en Villaviciosa la Cofradía del Santo Nombre de Jesús. Es la única cofradía que existe en la villa y cuenta con casi 2000 cofrades. Las tallas utilizadas en los autos sacramentales son de gran calidad, destacando los pasos del Encuentro y el Descendimiento de la Cruz o Desenclavo. Algunas de ellas son de Julio Beobide y policromía de Ignacio Zuloaga. Villaviciosa cuenta con un museo dedicado a la Semana Santa.

### Viacrucis de Villanueva
En Villanueva de Oscos tiene lugar, cada Jueves Santo, el Viacrucis viviente, que es Fiesta de Interés Turístico Regional desde 2016. Los habitantes del pueblo participan como figurantes en la representación junto al Monasterio de Santa María. Suelen contar con la participación de la Guardia Pretoriana de Lugo y música en directo para la representación basada en el Evangelio de San Marcos.

## Otras celebraciones
Numerosas localidades asturianas cuentan con procesiones durante la Semana Santa. Además de las declaradas de interés turístico, se encuentran también las de Gijón, Oviedo, Luanco, Candás, Lugones, Blimea, Pola de Lena, Campomanes, Boo, Infiesto, Cudillero, Luarca, Llanes, Lastres, Ribadesella, Cangas de Onís, Piantón, Colunga, Tineo, Cangas del Narcea, Pravia y Quirós. Antiguamente, más localidades de Asturias celebraban procesiones, como la multitudinaria Borrica en La Felguera (cuyo paso se conserva en la iglesia parroquial). Se festejan así mismo fiestas laicas en la semana siguiente, los Güevos Pintos en Pola de Siero y Sama.

### Luanco
En la villa de Luanco las principales procesiones se celebran el Viernes Santo con Los Callandinos (farolillos) y el Domingo de Resurrección con la conocida como La Venia, documentada desde 1783. Esta es una procesión muy particular ya que es un encuentro que se lleva a cabo en la playa de La Ribera. A través de una de las entradas accede la imagen de Cristo Resucitado, y por otra entrada, la imagen de la Virgen del Rosario (patrona de los cofrades de Luanco desde 1516) totalmente cubierta con un velo negro. Al llegar a la arena, el abanderado de la cofradía realiza con un banderón rojo tres paso y tres señas ondeando la bandera al ras del suelo. En la tercera se retira el velo a la virgen y una banda de música festeja el encuentro. La tradición dice que la bandera no debe de tocar la arena, para asegurar una buena pesca durante el año.

### Oviedo y Gijón

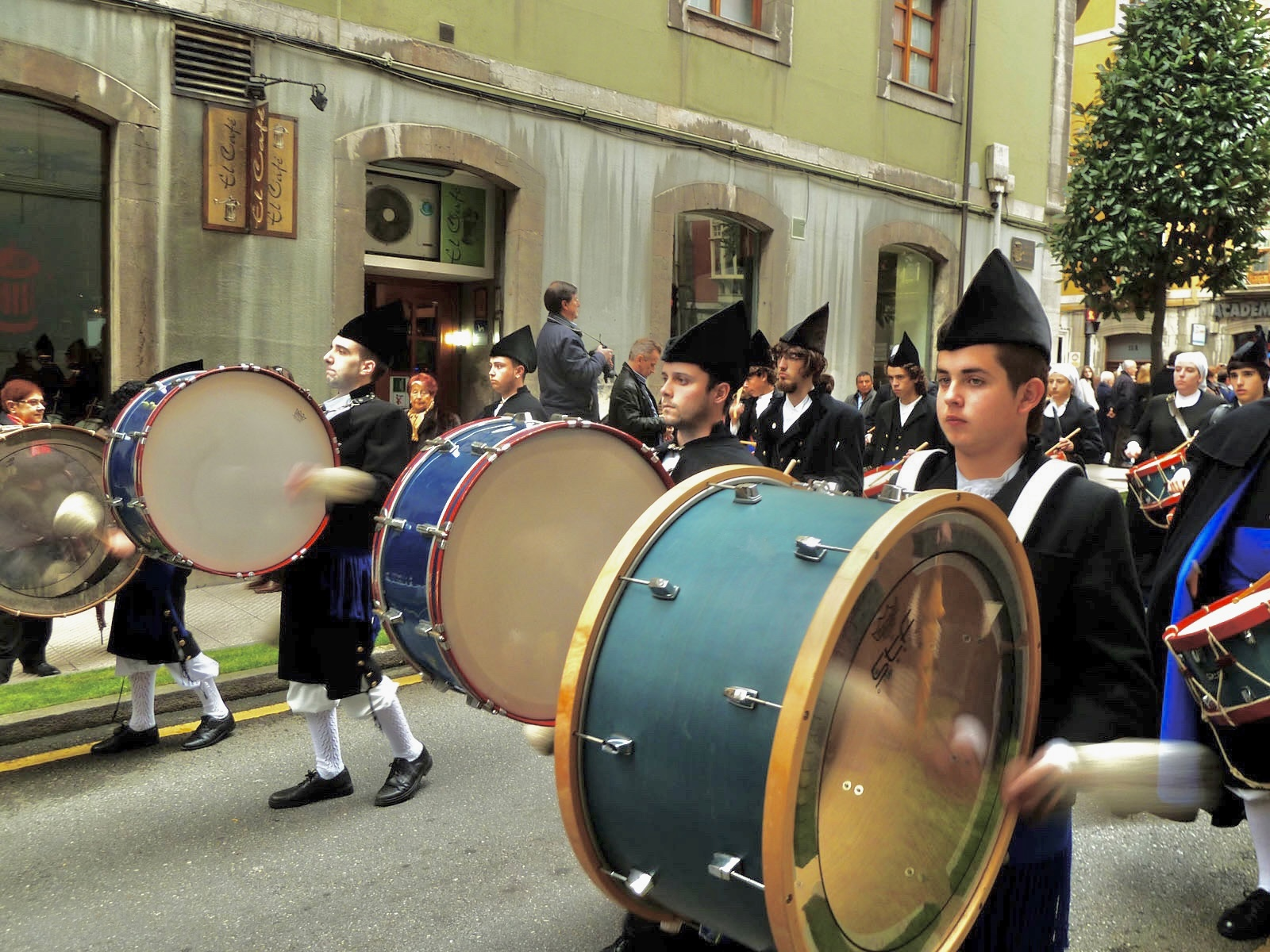
Banda de Gaitas Ciudad de Oviedo durante una procesión

Las procesiones más multitudinarias tienen lugar en Oviedo y Gijón debido a su peso demográfico y la afluencia de turistas durante la semana. En la capital asturiana existen seis cofradías, siendo la más antigua de ellas la Hermandad y Cofradía de Nuestro Padre Jesús Nazareno, fundada en 1622. Cayeron en decadencia tras la Desamortización de Mendizábal y desaparecieron a comienzos del siglo XX, no siendo reorganizadas hasta después de la Guerra Civil. El escaso interés de la ciudad por estos actos hizo que en 1968 se celebrase la última procesión. Fue en 1994 cuando se refundan las del Nazareno o la Archicofradía del Santo Entierro y Nuestra Señora de los Dolores en su Inmaculada Concepción (de 1777), sumándose poco a poco otras como la Hermandad de los Estudiantes (fundada en 2007), que realiza tres procesiones entre el Domingo de Ramos, el Lunes Santo y en la madrugada del Viernes Santo, y que han ido incrementando el interés por las celebraciones de Semana Santa en Oviedo. La comunidad andaluza en Asturias ha tenido un especial peso en la recuperación de estas tradiciones. Se celebran diez procesiones diferentes. 
Gijón cuenta con tres cofradías, la de la Vera Cruz, Santo Sepulcro y Misericordia, que realizan ocho procesiones en el entorno del Puerto Deportivo, la playa de San Lorenzo y la capilla de La Soledad.

### Luarca
En la capital del concejo de Valdés, las celebraciones comienzan el martes previo a Semana Santa con procesiones y Novena. Los siguientes pasos tienen lugar el Domingo de Ramos, miércoles, jueves, viernes y sábado santo, finalizando en la noche de este último. La más multitudinaria es la procesión de la Real Hermandad del Nazareno de Luarca, el Jueves Santo, realizando un recorrido nocturno desde la iglesia parroquial hasta la capilla de La Atalaya, en lo alto de la localidad. La talla va precedida de los Cristos de distintas familias luarquesas.

### Infiesto
La capital del concejo de Piloña celebra la Semana Santa con varias procesiones, que comienzan con la bendición de los ramos en la histórica plaza del ayuntamiento y escalinatas. Durante el resto de los días se suceden las procesiones de La Pasión, Vía Dolorosa,  El Silencio y el Santo Entierro. Siendo representativa la histórica cofradía del Cristo de la Misericordia que organiza algunas de las procesiones más importantes del Oriente asturiano.
Pero el evento principal de la Semana Santa, por número de participantes es el Via Crucis Viviente. Más de 200 figurantes representan varios pasajes de la vida de Cristo y muerte de Jesucristo. Cada año, miles de personas se dan cita en la capital piloñesa para observar las diversas estaciones de penitencia representadas, las cuales son ensayadas durante los meses previos por todo el elenco.
Por otra parte, es destacable la gastronomía típica de la zona en la Semana de Pasión.

### Pravia
En Pravia, capital del concejo homónimo, se realizan varias procesiones durante la Semana de Pasión, todas ellas organizadas por la Cofradía del Santo Entierro. En dichas procesiones, entre las que destaca la del Viernes Santo, son portadas obras de gran valor artístico provenientes algunas incluso del siglo XVII.